# Ran (estel)
Ran (Èpsilon d'Eridà / ε Eridani) és una estrella de la constel·lació d'Eridà, a una declinació de 9,46° sud de l'equador celeste. A una distància de 10,7 anys llum, és una de les més properes al sistema solar i la tercera més propera visible a ull nu, amb una magnitud aparent de 3,73.
L'estrella té una antiguitat inferior a mil milions d'anys. A causa de la seva joventut relativa, Epsilon Eridani té un nivell més alt d'activitat magnètica que el Sol actual, amb un vent estel·lar 30 vegades més intens. El seu període de rotació és de 11,2 dies a l'equador. Epsilon Eridani és més petita i menys massiva que el Sol però bastant més jove i té un nivell comparativament inferior d'elements més pesants que l'heli. És una estrella de seqüència principal de tipus espectral K2, cosa que significa que l'energia generada al nucli a través de la fusió nuclear d'hidrogen s'emet des de la superfície a una temperatura d'aproximadament 5.000 K, donant-li una tonalitat taronja.
La designació Bayer ε Eridani (llatinitzat com a Epsilon Eridani) va ser establerta el 1603 per Johann Bayer. Pot ser membre de l'associació estel·lar de l'Ossa Major d'estrelles que comparteixen un moviment similar a través de la Via Làctia, implicant que aquestes estrelles compartien un origen comú en un cúmul obert. El seu veí més proper, el sistema binari Luyten 726-8, tindrà una estreta trobada amb Epsilon Eridani en aproximadament 31.500 anys en què seran separats per aproximadament 0,93 al (0,29 pc).
El moviment d'Epsilon Eridani al llarg de la línia de vista a la Terra, conegut com a velocitat radial, ha estat observat regularment des de fa més de vint anys. Els canvis periòdics en el seu valor van donar proves d'un planeta gegant orbitant l'estrella, convertint-la en un dels sistemes d'estrelles més propers amb un possible exoplaneta. El descobriment del planeta ha estat controvertit a causa de la quantitat de sorolls de fons de les dades de velocitat radial, especialment en l'observació primerenca, però ara molts astrònoms consideren el planeta confirmat. El 2016 se li va donar el nom alternatiu AEgir  [sic].
El sistema Epsilon Eridani també inclou dos cinturons d'asteroides: entre 3 i 20 ua des de l'estrella. L'estructura orbital podria ser mantinguda per un hipotètic segon planeta, que si es confirma seria Epsilon Eridani c. El 1988 es va descobrir que conté un extensiu disc de fragments exterior de planetesimals romanents restants de la formació del sistema, a una distància similar a la del cinturó de Kuiper en el cas del Sol.
Com una de les estrelles similars al Sol més properes amb un planeta, Epsilon Eridani ha estat l'objectiu de diverses observacions de cerca d'intel·ligència extraterrestre. Epsilon Eridani apareix en històries de ciència-ficció i s'ha suggerit com a destinació pel viatge interestel·lar. Des d'Epsilon Eridani, el Sol apareixeria com una estrella de 2,4 de magnitud a Serpent.

## Nomenclatura
ε Eridani (llatinitzat a Epsilon Eridani) és la designació Bayer del sistema (vegeu més avall). Tot i ser una estrella relativament brillant, no se li va donar un nom propi pels primers astrònoms. Té altres designacions de catàlegs. Després del seu descobriment, el planeta va ser designat Epsilon Eridani b, seguint l'habitual sistema de designació de planetes extrasolars.
El planeta i la seva estrella amfitriona van ser seleccionats per la Unió Astronòmica Internacional (UAI) com a part d'una competició per donar noms propis als exoplanetes i a les seves estrelles amfitriones, per a alguns sistemes que ja no tenien noms propis.
 El procés va suposar candidatures de grups educatius i votació pública dels noms proposats. Al desembre de 2015, la UAI va anunciar els noms guanyadors de Ran per a l'estrella i AEgir  [sic] pel planeta. Aquests noms havien estat enviats pels estudiants del 8è grau de la Mountainside Middle School a Colbert, Washington, Estats Units. Tots dos noms deriven de la mitologia nòrdica: Rán és la deessa del mar i Ægir, el seu marit, és el déu de l'oceà.
Els noms en aquell moment van romandre no oficials, però el 2016 la UAI va organitzar un grup de treball sobre noms d'estrelles (Working Group on Star Names o WGSN) per catalogar i estandarditzar noms propis de les estrelles. En el seu primer butlletí de juliol de 2016, el WGSN va reconèixer explícitament els noms dels exoplanetes i les seves estrelles amfitriones produïdes per la competició. Epsilon Eridani ara es troba inclòs al catàleg de noms de estrelles de la UAI. Encara no és clar si els astrònoms professionals utilitzaran generalment el nou nom o continuen fent referència a l'estrella com a Epsilon Eridani; totes dues són igualment vàlides.
En xinès, 天苑 (Tiān Yuàn), significa Prats Celestials, fa referència a un asterisme format per ε Eridani, γ Eridani, δ Eridani, π Eridani, ζ Eridani, η Eridani, π Ceti, τ¹ Eridani, τ² Eridani, τ3 Eridani, τ4 Eridani, τ⁵ Eridani, τ⁶ Eridani, τ7 Eridani, τ8 Eridani i τ⁹ Eridani. En conseqüència, el nom xinès d'ε Eridani és 天苑四 (Tiān Yuàn sì, la Quarta Estrella dels Prats Celestials.)

## Història observacional

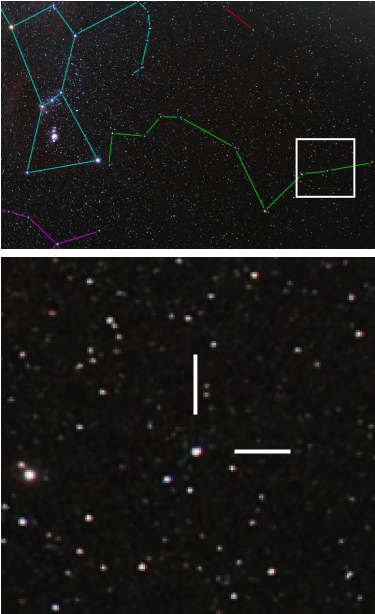
A la part superior, la secció nord de la constel·lació d'Eridanus està delimitada en verd, mentre que Orió es mostra en blau. A sota, una vista ampliada de la regió al quadre blanc mostra la ubicació d'Epsilon Eridani a la intersecció de les dues línies.

### Catàlegs
Epsilon Eridani és conegut pels astrònoms des d'almenys el segle ii, quan Claudi Ptolemeu (un astrònom grec d'Alexandria, Egipte) la va incloure al seu catàleg de més de mil estrelles. El catàleg va ser publicat com a part del seu tractat astronòmic Almagest. La constel·lació Eridà va ser nomenat per Ptolemeu (grec antic: Ποταμού, «riu»), i Epsilon Eridani va ser classificada com la seva tretzena estrella. Ptolemeu va anomenar Epsilon Eridani ό τών δ προηγούμενος, que en grec antic significa «un precedent dels quatre», (aquí δ és el número quatre). Això fa referència a un grup de quatre estrelles dins Eridanus: γ, π, δ i ε (Del 10 al 13 de la llista de Ptolemeu). ε és la més occidental i, per tant, la primera de les quatre en l'aparent moviment diari del cel d'est a oest. Els estudiosos actuals del catàleg de Ptolemeu designen la seva entrada com a "P 784" (per ordre d'aparició) i "Eri 13". Ptolemeu va descriure la magnitud de l'estrella com a 3.
Epsilon Eridani va ser inclòs en diversos catàlegs d'estrelles de tractats astronòmics del món islàmic medieval, que es basaven en el catàleg de Ptolemeu: al Llibre dels estels fixos d'Al-Sufí, publicat el 964, El cànon Masudi d'Al-Biruní, publicat el 1030, i Zij-i Sultani d'Ulugh Beg, publicat el 1437. L'estimació d'Al-Sufi de la magnitud d'Epsilon Eridani era de 3. Al-Biruní cita les magnituds de Ptolemeu i Al-Sufi (per a Epsilon Eridani cita el valor 4 tant per a les magnituds de Ptolemeu com d'Al-Sufi; els valors originals d'aquestes dues magnituds són 3). El seu nombre per ordre d'aparició és de 786. Ulugh Beg va realitzar noves mesures de les coordenades d'Epsilon Eridani al seu observatori a Samarcanda, i cita les magnituds d'Al-Sufi (3 per a Epsilon Eridani). Les designacions modernes de la seva entrada al catàleg d'Ulugh Beg són "U 781" i "Eri 13" (aquest últim és el mateix que la designació del catàleg de Ptolemeu).
El 1598 es va incloure Epsilon Eridani al catàleg estel·lar de Tycho Brahe, republicat el 1627 per Johannes Kepler com a part de les seves Taules rudolfines. Aquest catàleg es va basar en les observacions de Tycho Brahe del 1577-1597, incloses les de l'illa de Ven als seus observatoris de l'Uraniborg i l'Stjerneborg. El nombre de seqüència d'Epsilon Eridani a la constel·lació d'Eridanus va ser de 10, i es va designar «Quae omnes quatuor antecedit», del llatí «que precedeix els quatre»; el significat és el mateix que la descripció de Ptolemeu. Brahe li va assignar la magnitud 3.
La designació Bayer d'Epsilon Eridani es va establir el 1603 com a part de la Uranometria, un catàleg d'estrelles produït pel cartògraf celeste alemany Johann Bayer. El seu catàleg assignava lletres de l'alfabet grec a grups d'estrelles que pertanyen a la mateixa classe de magnitud visual a cada constel·lació, començant per alfa (α) per a una estrella de la classe més brillant. Bayer no va intentar organitzar estrelles mitjançant la brillantor relativa de cada classe. Així, tot i que Epsilon és la cinquena lletra de l'alfabet grec, l'estrella és la desena més brillant a Eridanus. A més de la lletra ε, Bayer li havia donat el número 13 (el mateix que el número de catàleg de Ptolemeu, com també eren molts dels números de Bayer) i la descrivia com a «Decima septima», del llatí; «la dissetena». Bayer va assignar Epsilon Eridani una magnitud 3.
El 1690 Epsilon Eridani va ser inclòs al catàleg d'estrelles de Johannes Hevelius. El seu número de seqüència en la constel·lació Eridanus era 14, la seva designació era Tertia (el tercer), i se li assignava magnitud 3 o 4 (les fonts difereixen). El catàleg estel·lar de l'astrònom anglès John Flamsteed, publicat el 1712, va donar a Epsilon Eridani la designació Flamsteed de 18 Eridani, perquè era la vuitena estrella catalogada a la constel·lació d'Eridanus per ordre en augment d'ascensió recta. El 1818 Epsilon Eridani es va incloure al catàleg de Friedrich Bessel, basat en les observacions de James Bradley entre 1750–1762, a una magnitud 4. També va aparèixer al catàleg de Nicolas Louis de Lacaille de les 398 principals estrelles, la versió de la qual de 307 estrelles es va publicar el 1755 a la revista: Ephémérides des Mouvemens Célestes, pour dix années, 1755–1765, i la versió completa es va publicar el 1757 a Astronomiæ Fundamenta, Paris. En la seva edició de 1831 per Francis Baily, Epsilon Eridani té el número 50. Lacaille li va assignar la magnitud 3.
El 1801 Epsilon Eridani es va incloure a Histoire Céleste Française, catàleg de Joseph Jérôme Lefrançois de Lalande de al voltant de 50.000 estrelles, basades en les seves observacions de 1791-1800, en què les observacions estan ordenades per ordre temporal. Conté tres observacions d'Epsilon Eridani. El 1847, una nova edició del catàleg de Lalande va ser publicada per Francis Baily, que contenia la majoria de les seves observacions, en què es numeraven les estrelles per ordre d'ascensió recta. Com que cada observació de cada estrella estava numerada i Epsilon Eridani es va observar tres vegades, va obtenir tres números: 6581, 6582 i 6583. (Avui s'utilitzen números d'aquest catàleg amb el prefix "Lalande", o "Lal".) Lalande va assignar Epsilon Eridani en magnitud 3. També el 1801 va ser inclòs al catàleg de Johann Bode, en què unes 17.000 estrelles es van agrupar en 102 constel·lacions i es van numerar (Epsilon Eridani va obtenir el número 159 a la constel·lació Eridanus). El catàleg de Bode es basava en observacions de diversos astrònoms, inclòs el mateix Bode, però sobretot en el de Lalande i el de Lacaille (pel cel sud). Bode va assignar Epsilon Eridani la magnitud 3. El 1814 Giuseppe Piazzi va publicar la segona edició del seu catàleg d'estrelles (la seva primera edició es va publicar el 1803), basada en observacions durant 1792-1813, en què més de 7.000 estrelles es van agrupar en 24 hores (0–23). Epsilon Eridani és el número 89 de l'hora 3. Piazzi va assignar la magnitud 4. El 1918 Epsilon Eridani va aparèixer al Henry Draper Catalogue amb la designació HD 22049 i una classificació espectral preliminar de K0.

### Detecció de proximitat
A partir d'observacions entre 1800 i 1880, es va trobar que Epsilon Eridani tenia un gran moviment propi a través de l'esfera celeste, que es calculava en tres segons d'arc per any (velocitat angular). Aquest moviment implicava que estava relativament a prop del Sol, convertint-la en una estrella d'interès per a aquest propòsit de mesuraments de paral·laxi estel·lar. Aquest procés implica registrar la posició d'Epsilon Eridani a mesura que la Terra es desplaça al voltant del Sol, cosa que permet estimar la distància d'una estrella. De 1881 a 1883, l'astrònom americà William L. Elkin va utilitzar un heliòmetre al Reial Observatori del Cap de Bona Esperança, Sud-àfrica, per comparar la posició d'Epsilon Eridani amb dues estrelles properes. A partir d'aquestes observacions, es va calcular una paral·laxi de 0.14 ± 0.02 segons d'arc. Cap al 1917, els observadors havien refinat la seva estimació de paral·laxi 0,317 segons d'arc. El valor modern de 0,3109 segons d'arc equival a una distància aproximada de 10,50 anys llum (3,22 pc).

### Descobriments circumestel·lars
A partir de canvis aparents en la posició d'Epsilon Eridani entre 1938 i 1972, Peter van de Kamp va proposar que un company desconegut amb un període orbital de 25 anys estava provocant pertorbacions gravitacionals en la seva posició. Aquesta idea va ser refutada el 1993 per Wulff-Dieter Heintz i es va culpar la falsa detecció per un error sistemàtic a les plaques de vidre.
Iniciat el 1983, el telescopi espacial IRAS va detectar emissions infraroges d'estrelles properes al sol, incloent un excés d'emissió d'infrarojos d'Epsilon Eridani. Les observacions van indicar un disc fi de pols còsmica orbitant l'estrella; aquest anell de fragments ha estat estudiat des de llavors. Les observacions d'un sistema planetari van ser descobertes el 1998 mitjançant l'observació d'asimetries d'aquest anell de pols. L'agrupació de la distribució de pols es pot explicar per interaccions gravitacionals amb un planeta orbitant a l'interior de l'anell de pols.
El 1987, es va anunciar la detecció d'un objecte planetari en òrbita gràcies a Bruce Campbell, Gordon Walker i Stephenson Yang. Del 1980 al 2000, un equip d'astrònoms dirigit per Artie P. Hatzes van realitzar observacions de velocitat radial d'Epsilon Eridani, mesurant el desplaçament Doppler de l'estrella al llarg de la línia de visió. Van trobar proves d'un planeta orbitant l'estrella amb un període d'aproximadament set anys. Tot i que hi ha un gran nivell de soroll en les dades de velocitat radial a causa de l'activitat magnètica a la seva fotosfera, s'espera que qualsevol periodicitat causada per aquesta activitat magnètica presenti una forta correlació amb variacions en línies d'emissió de calci ionitzat (les línies Ca II H i K). Com que no es va trobar aquesta correlació, es va considerar que un company planetari era la causa més probable. Aquest descobriment va comptar amb el suport de mesuraments astromètrics d'Epsilon Eridani realitzats entre el 2001 i el 2003 amb el Telescopi Espacial Hubble, que va mostrar evidència de pertorbació gravitacional d'Epsilon Eridani a causa d'un planeta.
L'astrofísica Alice C. Quillen i el seu estudiant Stephen Thorndike van realitzar simulacions per ordinador de l'estructura del disc de pols al voltant d'Epsilon Eridani. El seu model suggeria que l'agrupació de les partícules de pols es podria explicar per la presència d'un segon planeta en una òrbita excèntrica, que van anunciar el 2002.

### SETI i exploració proposada
El 1960, els físics Philip Morrison i Giuseppe Cocconi van proposar que les civilitzacions extraterrestres podrien utilitzar senyals de ràdio per a comunicar-se. El Projecte Ozma, liderat per l'astrònom Frank Drake, va utilitzar el Telescopi Tatel per cercar aquests senyals a prop les estrelles solars d'Epsilon Eridani i Tau Ceti. Els sistemes es van observar a la freqüència d'emissió d'hidrogen neutre, 1.420 MHz (21 cm). No es van detectar senyals d'origen extraterrestre intel·ligent. Drake va repetir l'experiment l'any 2010, amb el mateix resultat negatiu. Malgrat aquesta manca d'èxit, Epsilon Eridani va entrar en la literatura de ciència-ficció i programes de televisió durant molts anys després de la notícia de l'experiment inicial de Drake.
A Habitable Planets for Man, un estudi el 1964 de RAND Corporation del científic espacial Stephen H. Dole, la probabilitat d'un planeta habitable que es trobi en òrbita al voltant d'Epsilon Eridani es calculava en un 3,3%. Entre les estrelles properes conegudes, figurava amb les 14 estrelles que es creia que podrien tenir un planeta habitable.
William I. McLaughlin va proposar una nova estratègia en la cerca d'intel·ligència extraterrestre (SETI) el 1977. Va suggerir que esdeveniments àmpliament observables com les explosions de noves poden ser utilitzats per extraterrestres intel·ligents per sincronitzar la transmissió i recepció del seu senyal. Aquesta idea la va posar a prova la National Radio Astronomy Observatory el 1988, que va utilitzar els esclats de Nova Cygni 1975 com el temporitzador. Quinze dies d'observació no van mostrar cap senyal de ràdio anòmala procedent d'Epsilon Eridani.
A causa de la proximitat i propietats semblants al sol d'Epsilon Eridani, el físic i autor Robert L. Forward al 1985 considerava el sistema com a objectiu plausible per al viatge interestel·lar. L'any següent, la British Interplanetary Society va suggerir Epsilon Eridani com un dels objectius del seu estudi del Projecte Daedalus. El sistema ha continuat estant entre els objectius de diverses propostes, com ara el Projecte Icarus el 2011.
Basant-se en la seva ubicació propera, Epsilon Eridani va estar entre les estrelles de destinació del Projecte Phoenix, un sondeig el 1995 de microones per a senyals d'intel·ligència extraterrestre. El projecte havia comprovat prop de 800 estrelles el 2004, però encara no havia detectat cap senyal.

## Propietats

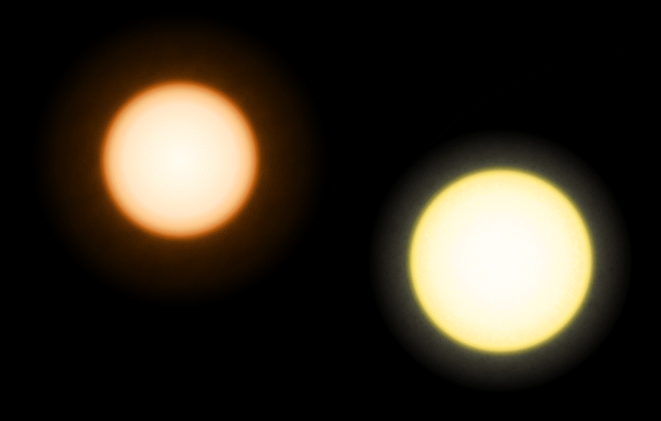
Il·lustració de les mides relatives d'Epsilon Eridani (esquerra) i del Sol (dreta)

A una distància de 10,50 anys llum (3,22 parsecs), Epsilon Eridani és la 13a estrella coneguda més propera (i la novena estrella solitària o sistema estel·lar més proper) al Sol. La seva proximitat la converteix en una de les estrelles més estudiades del seu tipus espectral. Epsilon Eridani es troba a la part nord de la constel·lació d'Eridà, a uns 3° a l'est de l'estrella una mica més brillant Delta Eridani. Amb una declinació de −9,46°, Epsilon Eridani es pot veure des de gran part de la superfície de la Terra, en èpoques adequades de l'any. Només al nord de la latitud 80° N està permanentment amagat sota l'horitzó. La magnitud aparent de 3,73 pot dificultar l'observació des d'una zona urbana a ull nu, perquè el cel nocturn sobre les ciutats queda ocult per la contaminació lumínica.
Epsilon Eridani té una massa estimada de 0,82 masses solars i un radi de 0,74 radis solars. Brilla amb una lluminositat de només 0,34 lluminositats solars. La temperatura efectiva estimada és de 5.084 K. Amb una classificació estel·lar de K2 V, és la segona estrella nana taronja més propera (després d'Alpha Centauri B). Des de 1943 l'espectre d'Epsilon Eridani ha servit com un dels punts de referència estables pels quals es classifiquen altres estrelles. La seva metal·licitat, la fracció d'elements més pesats que l'heli, és lleugerament inferior a la del Sol. La cromosfera de l'estrella, una regió de l'atmosfera exterior just per sobre de l'emissió de llum de la fotosfera, s'estima que l'abundància de ferro és del 74% del valor del Sol. La proporció de liti a l'atmosfera és cinc vegades menys que al Sol.
La classificació del tipus K d'Epsilon Eridani indica que l'espectre té línies d'aborció relativament febles per absorció per hidrogen (línies de Balmer) però línies fortes d'àtoms neutres i calci (Ca II) ionitzats individualment. La classe de lluminositat V (nana) s'assigna a les estrelles que estan experimentant una fusió termonuclear d'hidrogen al nucli. Per a una estrella de seqüència principal de tipus K, aquesta fusió està dominada per la reacció de cadena protó-protó, en què una sèrie de reaccions combina efectivament quatre nuclis d'hidrogen per formar un nucli d'heli. L'energia alliberada per la fusió es transporta cap a fora des del nucli a través de la radiació, el que resulta en cap moviment net del plasma circumdant. Fora d'aquesta regió, a l'embolcall, l'energia es porta a la fotosfera per la convecció plasmàtica, on després irradia a l'espai.

### Activitat magnètica
Epsilon Eridani té un nivell superior d'activitat magnètica que el Sol i, per tant, les parts externes de la seva atmosfera (la cromosfera i la corona) són més dinàmiques. La intensitat mitjana del camp magnètic d'Epsilon Eridani a tota la superfície és de (1,65 ± 0,30) × 10−2 tesla, que és més de quaranta vegades més gran que la intensitat del camp magnètic de (5–40) × 10−5 T a la fotosfera del Sol. Les propietats magnètiques es poden modelar assumint que les regions amb un flux magnètic d'al voltant de 0,14 T cobreixen aleatòriament aproximadament el 9% de la fotosfera, mentre que la resta de la superfície està lliure de camps magnètics. L'activitat magnètica global d'Epsilon Eridani mostra una coexistència de cicles d'activitat anuals d'entre 2,95±0,03 i 12,7±0,3. Suposant que el seu radi no varia en aquests intervals, la variació a llarg termini del nivell d'activitat sembla produir una variació de temperatura de 15 K, que correspon a una variació de magnitud visual (V) de 0,014.
El camp magnètic a la superfície d'Epsilon Eridani causa variacions en el comportament hidrodinàmic de la fotosfera. Això resulta en un jitter més gran durant les mesures de la seva velocitat radial. Les variacions de 15 m s−1 es van mesurar en un període de 20 anys, que és molt superior a la incertesa de mesura de 3 m s−1. Això fa més difícil la interpretació de les periodicitats de la velocitat radial d'Epsilon Eridani, com les causades per un planeta en òrbita.
Epsilon Eridani es classifica com una variable BY Draconis perquè té regions d'activitat magnètica més alta que es mouen dins i fora de la línia de visió a mesura que gira. La mesura d'aquesta modulació rotacional suggereix que la seva regió equatorial gira amb un període mitjà de 11,2 dies, que és menys de la meitat del període de rotació del Sol. Les observacions han demostrat que Epsilon Eridani varia fins a 0,050 en magnitud V degut a taques solars i altres activitats magnètiques a curt termini. La fotometria també ha demostrat que la superfície d'Epsilon Eridani, com el Sol, està experimentant una rotació diferencial és a dir, el període de rotació a l'equador difereix de l'alta latitud. Els períodes mesurats oscil·len entre 10,8 i 12,3 dies. La inclinació axial d'Epsilon Eridani cap a la línia de visió des de la Terra és altament incerta: les estimacions oscil·len entre 24° i 72°.
Els alts nivells d'activitat cromosfèrica, el fort camp magnètic i la velocitat de rotació relativament ràpida d'Epsilon Eridani són característics d'una estrella jove. La majoria de les estimacions de l'edat d'Epsilon Eridani la situen entre 200 i 800 milions d'anys. La poca abundància d'elements pesats a la cromosfera d'Epsilon Eridani sol indicar una estrella més antiga, perquè el medi interestel·lar (de les quals es formen estrelles) s'enriqueix constantment amb elements més pesats produïts per generacions d'estrelles més antigues. Aquesta anomalia pot ser causada per un procés de difusió que ha transportat alguns dels elements més pesats fora de la fotosfera i cap a una regió inferior de la zona de convecció d'Epsilon Eridani.
La lluminositat en raigs X d'Epsilon Eridani és de 2 × 1028 ergs/s (2 × 1021 W). És més lluminós en raigs X que el Sol en màxima activitat. La font d'aquesta forta emissió de raigs X és la corona calenta d'Epsilon Eridani. La corona d'Epsilon Eridani sembla més gran i més calenta que la del Sol, amb una temperatura de 3,4 × 10⁶ K, mesurat a partir de l'observació de l'emissió ultraviolada i de raigs X de la corona.
El vent estel·lar emès per Epsilon Eridani s'expandeix fins que xoca amb el medi interestel·lar circumdant de gas difús i pols, resultant en una bombolla de gas hidrogen escalfat (una astrosfera, l'equivalent de l'heliosfera que envolta el Sol). L'espectre d'absorció a partir d'aquest gas s'ha mesurat amb el Telescopi Espacial Hubble, permetent estimar les propietats del vent estel·lar. La corona calenta d'Epsilon Eridani dona lloc a una taxa de pèrdua de massa del vent estel·lar d'Epsilon Eridani 30 vegades superior a la del Sol. Aquest vent estel·lar genera l'astrosfera que s'estén al voltant de 8.000 au (0,039 pc) i conté un xoc en arc que avarca 1.600 au (0,0078 pc) d'Epsilon Eridani. Aquesta astrosfera es troba a la distància estimada de la Terra de 42 arcminuts, que és més ample que la mida aparent de la Lluna plena.

### Cinemàtica
Epsilon Eridani té un alt moviment propi, movent-se a −0.976 arcsegons per any en ascensió recta (l'equivalent celeste de longitud) i 0,018 arcsegons per any en declinació (latitud celeste), per a un total combinat de 0,962 arcsegons per any. L'estrella té una velocitat radial de +15,5 km/s (lluny del Sol). Els components de velocitat espacial d'Epsilon Eridani al sistema de coordenades galàctiques són (U, V, W) = (−3, +7, −20) km/s, el que significa que viatja dins de la Via Làctia en una distància galactocèntrica mitjana de 28,7 kilo anys llum (8,79 kiloparsecs) des del nucli al llarg d'una òrbita que té una excentricitat de 0,09. La velocitat i rumb d'Epsilon Eridani indiquen que pot ser membre de l'associació estel·lar de l'Ossa Major, els membres de la qual comparteixen un moviment comú a través de l'espai. Aquest comportament suggereix que el grup en moviment es va originar en un cúmul obert que s'ha difós des de llavors. L'edat estimada d'aquest grup és de 500±100 milions d'anys, que es troba dins del rang de les edats estimades per a Epsilon Eridani.
Durant els darrers milions d'anys, es creu que hi van entrar tres estrelles 7 anys llum (2,1 pc) d'Epsilon Eridani. La trobada més recent i més propera va ser amb l'estrella de Kapteyn, que s'acostava a una distància aproximada de 3 anys llum (0,92 pc) fa aproximadament 12.500 anys. Hi van haver dues trobades més llunyanes amb Sírius i Ross 614. Es creu que cap d'aquestes trobades va passar prou a prop per afectar el disc circumstel·lar que orbita al voltant d'Epsilon Eridani.
Epsilon Eridani va fer la seva aproximació més propera al Sol fa 105.000 anys, quan els separaven 7 anys llum (2,1 pc). Basat en una simulació de trobades properes amb estrelles properes, el sistema estel·lar binari Luyten 726-8, que inclou l'estrella variable UV Ceti, es trobarà amb Epsilon Eridani d'aquí a aproximadament 31.500 anys a una distància mínima d'aproximadament 0,9 anys llum (0,29 parsecs). Estaran a menys d'1 any llum (0,3 parsecs) entre sí durant 4.600 anys. Si Epsilon Eridani té un núvol d'Oort, Luyten 726-8 podria pertorbar gravitacionalment algun dels seus cometes amb llargs períodes orbitals.

## Sistema planetari
| Companya (per ordre des de l'estrella) | Massa                 | Semieix major (ua) | Període orbital (dies) | Excentricitat      | Inclinació | Radi |
| -------------------------------------- | --------------------- | ------------------ | ---------------------- | ------------------ | ---------- | ---- |
| Cinturó d'asteroides                   | 3 ua                  | 3 ua               | 3 ua                   | 3 ua               | ?          | ?    |
| b (AEgir)                              | 0,78 (+0,38;−0,12) MJ | 3,48 ± 0,02        | 2.692 ± 26             | 0,07 (+0,06;−0,05) | —°         | —    |
| Cinturó d'asteroides                   | 20 ua                 | 20 ua              | 20 ua                  | 20 ua              | ?          | ?    |
| c (sense confirmar)                    | 0,1 MJ                | 40?                | 102.270                | 0,3                | ?          | ?    |
| Disc de pols                           | 35–100 ua             | 35–100 ua          | 35–100 ua              | 35–100 ua          | 34° ± 2°   | ?    |

### Disc de pols
Les observacions amb el Telescopi James Clerk Maxwell a una longitud d'ona de 850 μm mostren un flux estès de radiació cap a un radi angular de 35 arcsegons al voltant d'Epsilon Eridani. L'emissió màxima es produeix a un radi angular de 18 arcsegons, que correspon a un radi d'aproximadament 60 ua. El nivell més alt d'emissió es produeix en el radi 35-75 ua d'Epsilon Eridani i es redueix substancialment dintre dels 30 ua. Aquesta emissió s'interpreta com a provinent d'un jove anàleg del cinturó de Kuiper del sistema solar: una estructura compacta de disc polsegós que envolta Epsilon Eridani. Des de la Terra, aquest cinturó es veu amb una inclinació aproximada de 25° cap a la línia de visió.
La pols i possiblement el gel d'aigua d'aquest cinturó migra cap a l'interior a causa de l'arrossegament del vent estel·lar i d'un procés pel qual la radiació estel·lar fa que els grans de pols s'espirin lentament cap a Epsilon Eridani, conegut com l'efecte Poynting-Robertson. Al mateix temps, aquestes partícules de pols es poden destruir mitjançant col·lisions mútues. L'escala de temps per eliminar tota la pols del disc per aquests processos és inferior a l'edat estimada d'Epsilon Eridani. Per tant, el disc de pols actual s'ha d'haver creat per col·lisions o altres efectes de cossos pares més grans, i el disc representa una etapa tardana en el procés de formació del planeta. Hauria requerit col·lisions entre el valor de 11 masses terrestres de cossos pares per haver mantingut el disc en el seu estat actual durant la seva edat estimada.
El disc conté una massa de pols estimada igual a una sisena part de la massa de la Lluna, amb grans de pols individuals superiors a 3,5 μm de mida a una temperatura aproximada de 55 K. Aquesta pols està sent generada per la col·lisió de cometes, que oscil·len entre 10 i 30 km de diàmetre i tenen una massa combinada de 5 a 9 vegades la de la Terra. Això és similar a les 10 masses terrestres estimades al cinturó primordial de Kuiper. El disc al voltant d'Epsilon Eridani conté menys de 2,2 × 1017 kg de monòxid de carboni. Aquest nivell baix suggereix una manca de cometes volàtils i planetesimals congelats comparats al cinturó de Kuiper.
L'estructura gruixuda del cinturó de pols es pot explicar per la pertorbació gravitatòria d'un planeta, anomenat Epsilon Eridani b. Els grups de pols es produeixen en òrbites que tenen una ressonància sencera amb l'òrbita del planeta sospitós. Per exemple, la regió del disc que completa dues òrbites per cada tres òrbites d'un planeta es troba en ressonància orbital 3:2. En simulacions per ordinador, la morfologia de l'anell es pot reproduir mitjançant la captura de partícules de pols en ressonàncies orbitals 5:3 i 3:2 amb un planeta que té una excentricitat orbital de 0,3. Com a alternativa, la massa pot haver estat causada per col·lisions entre planetes menors coneguts com a plutinos.
Les observacions del Telescopi espacial Spitzer de la NASA suggereixen que Epsilon Eridani té en realitat dos cinturons d'asteroides i un núvol de pols exozodiacal. Aquest últim és un anàleg de la pols zodiacal que ocupa el pla del sistema solar. Un cinturó es troba aproximadament a la mateixa posició que el del sistema solar, orbitant a una distància de 3,00 ± 0,75 ua d'Epsilon Eridani, i consisteix en grans de silicat amb un diàmetre de 3 μm i una massa combinada d'aproximadament 1018 kg. Si existeix el planeta Epsilon Eridani b, és poc probable que aquest cinturó tingui una font fora de l'òrbita del planeta, de manera que la pols es podria haver creat per fragmentació i craterització de cossos més grans com asteroides. El segon cinturó més dens, molt probablement també poblat per asteroides, es troba entre el primer cinturó i el disc exterior del cometa. L'estructura dels cinturons i el disc de pols suggereixen que es necessiten més de dos planetes del sistema Epsilon Eridani per mantenir aquesta configuració.
En un escenari alternatiu, la pols exozodiacal es pot generar en un cinturó exterior que orbita entre 55 i 90 ua d'Epsilon Eridani i té una massa assumida de 10−3 vegades la massa de la Terra. Aquesta pols es transporta després cap a l'òrbita d'Epsilon Eridani b. Quan es tenen en compte les col·lisions entre els grans de pols, la pols reproduirà l'espectre i la brillantor infraroja observats. Fora del radi de gel de sublimació, situat més enllà dels 10 ua d'Epsilon Eridani on les temperatures baixen per sota dels 100 K, se suposa que el millor ajust a les observacions es produeix quan es barreja gel i pols de silicat. Dins d'aquest radi, la pols ha de consistir en grans de silicat que no continguin volàtils.
La regió interior al voltant d'Epsilon Eridani, des d'un radi de 2,5 ua cap endins, sembla estar lliure de pols fins al límit de detecció del telescopi MMT de 6,5 m. Els grans de pols d'aquesta regió s'eliminen de manera eficient mitjançant l'arrossegament del vent estel·lar, mentre que la presència d'un sistema planetari també pot ajudar a mantenir aquesta zona lliure de residus. Tanmateix, això no impedeix la possibilitat que hi hagi un cinturó d'asteroides intern amb una massa combinada no superior al cinturó d'asteroides del sistema solar.

### Possibles planetes

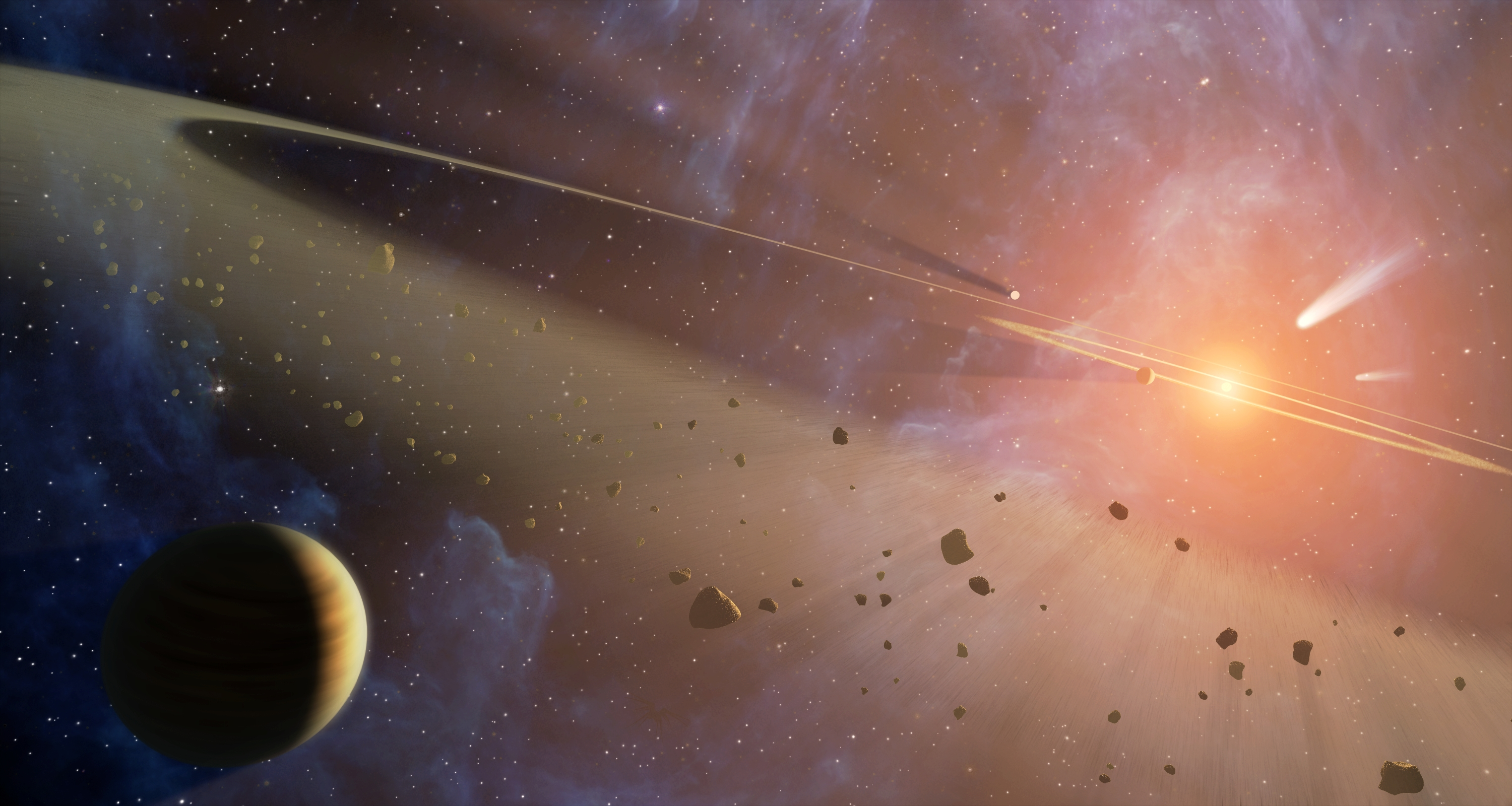
Impressió artística mostrant dos cinturons d'asteroides i un planeta que orbita al voltant d'Epsilon Eridani

Com una de les estrelles més properes semblants al Sol, Epsilon Eridani ha estat objectiu de molts intents de buscar companys planetaris. La seva activitat cromosfèrica i la seva variabilitat fan que trobar planetes amb el mètode de la velocitat radial sigui difícil, perquè l'activitat estel·lar pot crear senyals que imiten la presència de planetes. La recerca d'exoplanetes al voltant d'Epsilon Eridani amb imatge directa no ha tingut èxit.
L'observació d'infrarojos ha demostrat que no hi ha cossos de tres o més masses jovianes en aquest sistema, a almenys una distància de 500 ua de l'estrella hoste. Els planetes amb masses i temperatures similars a Júpiter haurien de ser detectats pel Spitzer a distàncies posteriors 80 ua, però no s'ha descobert cap en aquest rang. Es poden descartar planetes de més d'un 150% tan massius com Júpiter a la vora interna del disc de restes a 30–35 ua.

#### Planeta b (AEgir)
Referit com a Epsilon Eridani b, aquest planeta es va anunciar el 2000, però el descobriment ha estat controvertit. Un estudi exhaustiu el 2008 es va nomenar la detecció "temptativa" i va descriure el planeta proposat com a "candidat des de fa temps però encara no confirmat". Molts astrònoms van creure que l'evidència és prou convincent per considerar que el descobriment és confirmat. Al 2013, el descobriment continuava en dubte perquè hi ha un programa de recerca a l'Observatori de La Silla que no va confirmar que existeixi.

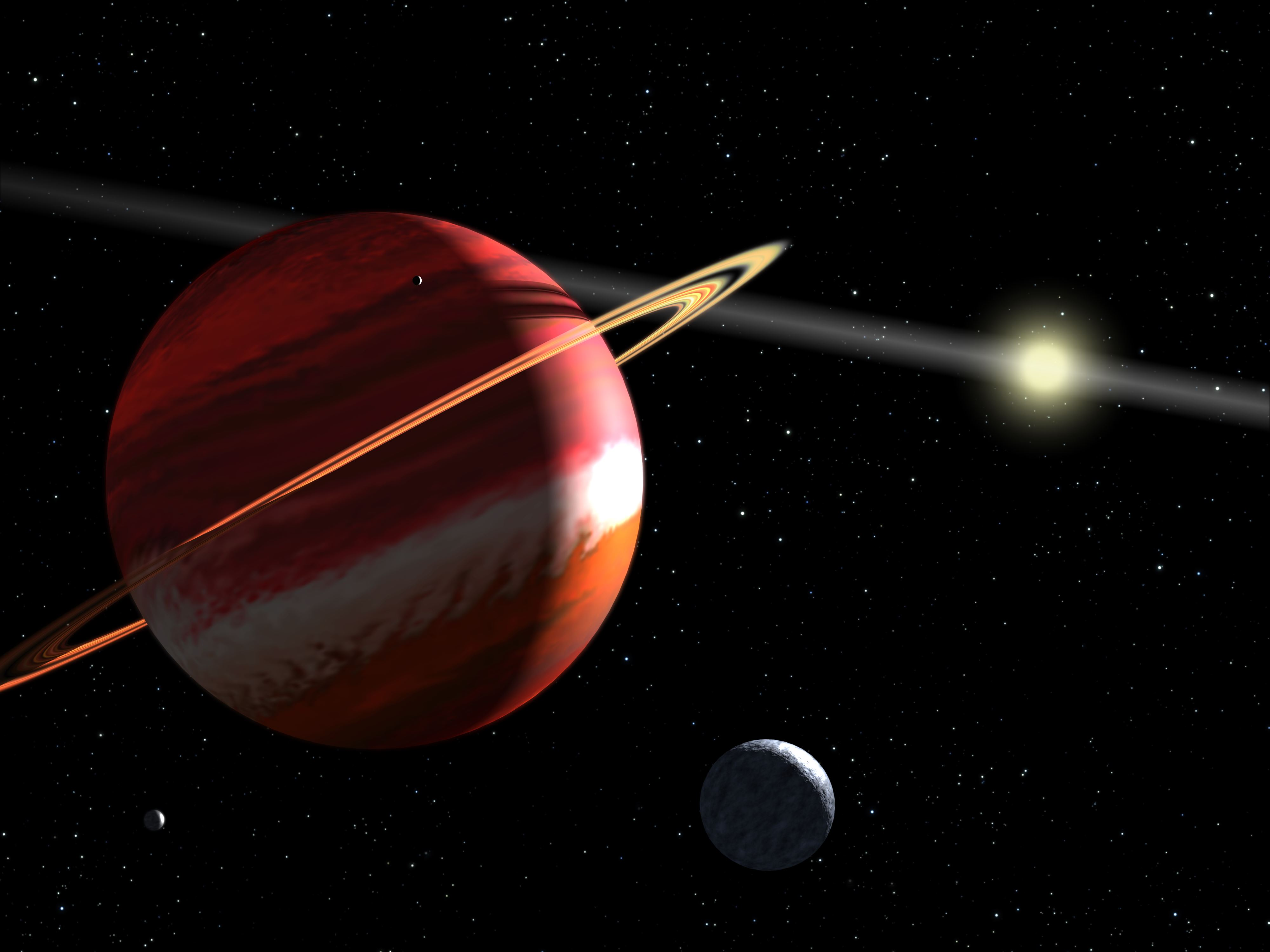
Impressió artística d'Epsilon Eridani b orbitant dins d'una zona que ha estat netejada de pols. Al voltant del planeta hi ha anells conjecturats i, a la part inferior esquerra, hi ha una lluna conjecturada.

Les fonts publicades continuen en desacord en quant als paràmetres bàsics del planeta proposat. Els valors del seu període orbital oscil·len entre 6,85 i 7,2 anys. Les estimacions de la mida de la seva òrbita el·líptica i el rang de eix semimajor de 3,38 a 3,50 ua i aproximacions del seu rang d'excentricitat orbital de 0,25 ± 0,23 a 0,702 ± 0,039.
Si el planeta existeix, la seva massa continua sent desconeguda, però es pot estimar un límit inferior en funció del desplaçament orbital d'Epsilon Eridani. Només es coneix el component del desplaçament al llarg de la línia de visió cap a la Terra, que dona un valor per a la fórmula m sin i, on m és la massa del planeta i i és la inclinació orbital. Les estimacions del valor del rang m sin i de 0,60 a 1,06 masses jovianes, que estableix el límit inferior per a la massa del planeta (perquè la funció sinus té un valor màxim d'1). Prenent m sin i a la meitat d'aquest rang a 0,78, i estimant la inclinació a 30°, això dona un valor de 1,55 ± 0,24 masses jovianes per a la massa del planeta.
De tots els paràmetres mesurats d'aquest planeta, el valor de l'excentricitat orbital és el més incert. L'excentricitat de 0,7 suggerida per alguns observadors és incompatible amb la presència del cinturó d'asteroides proposat a una distància de 3 ua. Si l'excentricitat fos tan elevada, el planeta passaria pel cinturó d'asteroides i l'esborraria al cap d'uns deu mil anys. Si el cinturó ha existit durant més temps que aquest període, el que sembla probable, imposa un límit superior en l'excentricitat d'Epsilon Eridani b d'uns 0,10–0,15. Si el disc de pols s'està generant a partir del disc de restes externes, en lloc de les col·lisions en un cinturó d'asteroides, no caldrà cap restricció a l'excentricitat orbital del planeta per explicar la distribució de la pols.

#### Planeta c

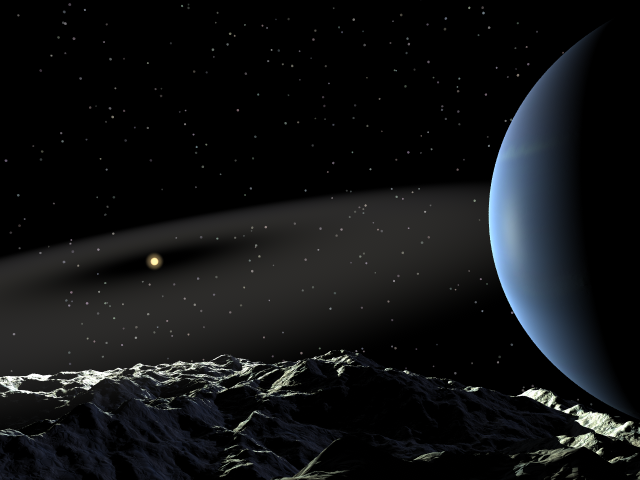
Impressió artística sobre el segon planeta sense confirmar vist des d'una hipotètica lluna. El llunyà Epsilon Eridani és visible a l'esquerra, envoltat d'un feble disc de partícules de pols.

Les simulacions per ordinador del disc polsegós que orbita Epsilon Eridani suggereixen que la forma del disc es pot explicar per la presència d'un segon planeta, provisionalment batejat Epsilon Eridani c. Es pot produir aglomeració al disc de pols perquè les partícules de pols queden atrapades en òrbites que tenen períodes ressonants orbitals amb un planeta en òrbita excèntrica. El postulat Epsilon Eridani c orbitaria a una distància de 40 ua, amb una excentricitat de 0,3 i un període de 280 anys. La cavitat interna del disc es pot explicar per la presència de planetes addicionals. Els models actuals de formació de planetes no poden explicar fàcilment com es podria haver creat un planeta a aquesta distància d'Epsilon Eridani. Es creu que el disc s'hagi dissipat molt abans que es pogués formar un planeta gegant. En canvi, el planeta pot haver-se format a una distància orbital d'aproximadament 10 ua, després va migrar cap a l'exterior a causa de la interacció gravitatòria amb el disc o amb altres planetes del sistema.

#### Possible habitabilitat
Epsilon Eridani és un objectiu per a programes de recerca de planetes perquè té propietats que permeten formar un planeta semblant a la Terra. Tot i que aquest sistema no va ser escollit com a candidat principal pel cancel·lat Terrestrial Planet Finder, va ser una estrella objectiu per la Space Interferometry Mission de la NASA per buscar planetes de la mida de la Terra. La proximitat, propietats semblants al Sol i possibilitat de planetes d'Epsilon Eridani també l'han convertit en objecte de múltiples estudis sobre si una sonda interestel·lar pot ser enviada a Epsilon Eridani.
El radi orbital al qual coincideix el flux estel·lar de constant solar d'Epsilon Eridani —on l'emissió coincideix amb la sortida del Sol a la distància orbital de la Terra—és 0,61 unitats astronòmiques (AU). Això és dins de la màxima zona habitable d'un planeta conjecturat semblant a la Terra que orbita al voltant d'Epsilon Eridani, que actualment s'estén des de prop de 0,5 a 1,0 ua. A mesura que l'Epsilon Eridani envelleix durant un període de 20 mil milions d'anys, la lluminositat neta augmentarà, provocant que aquesta zona s'expandeixi lentament cap a fora en 0,6–1,4 ua. La presència d'un gran planeta amb un alta òrbita el·líptica a la proximitat de la zona habitable d'Epsilon Eridani redueix la probabilitat que un planeta terrestre tingui una òrbita estable dins de la zona habitable.
Una estrella jove com Epsilon Eridani pot produir grans quantitats de radiació ultraviolat que pot ser perjudicial per a la vida, però per altra banda és una estrella més fresca que el nostre Sol i, per tant, produeix menys radiació ultraviolada. El radi orbital on el flux UV coincideix amb el de la Terra primitiva es troba just sota els 0,5 ua. Com que en realitat és una mica més a prop de l'estrella que de la zona habitable, això ha portat alguns investigadors a concloure que no hi ha prou energia provinent de la radiació ultraviolada que arriba a la zona habitable perquè la vida comenci mai al voltant del jove Epsilon Eridani.